# Rubus coillardii
Rubus coillardii är en rosväxtart som beskrevs av Petitmengin. Rubus coillardii ingår i släktet rubusar, och familjen rosväxter. Inga underarter finns listade i Catalogue of Life.